# St. Remberti (Bremen)

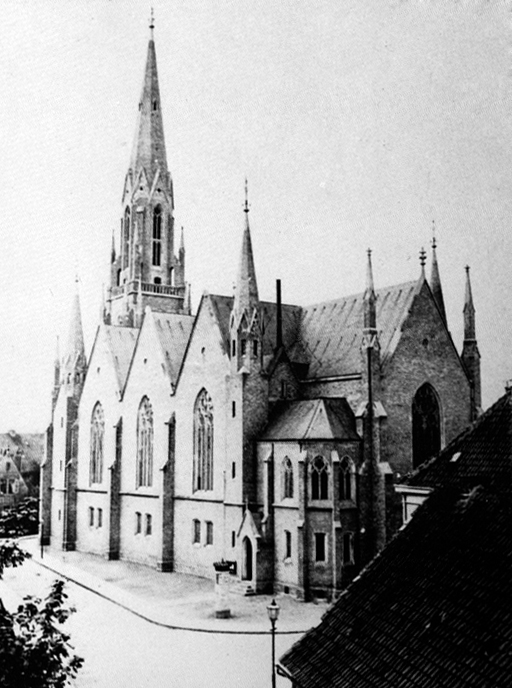
Die St.-Remberti-Kirche um 1890

St. Remberti – benannt nach Rimbert (auch Rembert, Rambert bzw. Rembart; * um 830; † 11. Juni 888 in Bremen), der von 865 bis 888 Bischof von Bremen (in persona episcopi mit dem Erzbistum Hamburg) war – ist eine evangelische Kirchengemeinde im Bremer Stadtteil Schwachhausen.

## Rembertikirchen bis zum Zweiten Weltkrieg

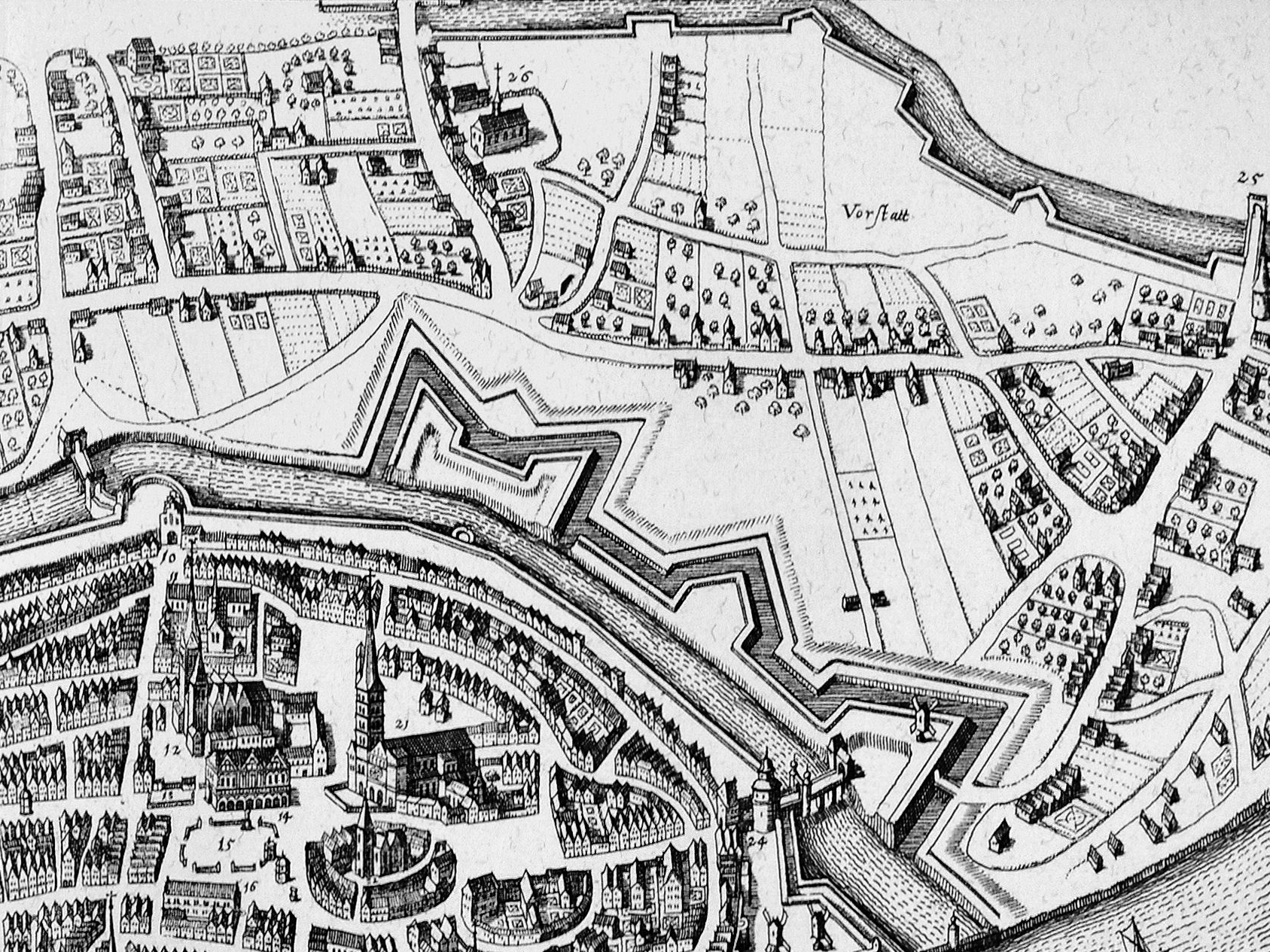
Bremen um 1640 (Matthäus Merian): oben vor den Mauern die Rembertikirche

Die erste Remberti-Kirche war eine kleine Kapelle am gleichnamigen Hospital, das Anfang des 14. Jahrhunderts in der Feldmark Pagentorn erbaut wurde. Ein Kerckherr to Sunte Remberde ist erstmals 1305 erwähnt. Anfang des 15. Jahrhunderts wurde die Kapelle durch eine erste kleine Kirche ersetzt.
Ab 1524 predigte Johann Bornemacher dort. Der ehemalige Zisterziensermönch war Anhänger von Martin Luther geworden. Bei dem Versuch, der St.-Remberti-Gemeinde Schriften von Luther zu überbringen, wurde er festgenommen, gefoltert und am 3. Januar 1526 auf dem Scheiterhaufen im damals katholischen Verden verbrannt. 1547 wurden Hospital und Kirche wie die gesamten Vorstadt während des Schmalkaldischen Kriegs abgebrochen, weil die Stadtverteidiger ein freies Schussfeld vor der Stadtbefestigung schaffen wollten.

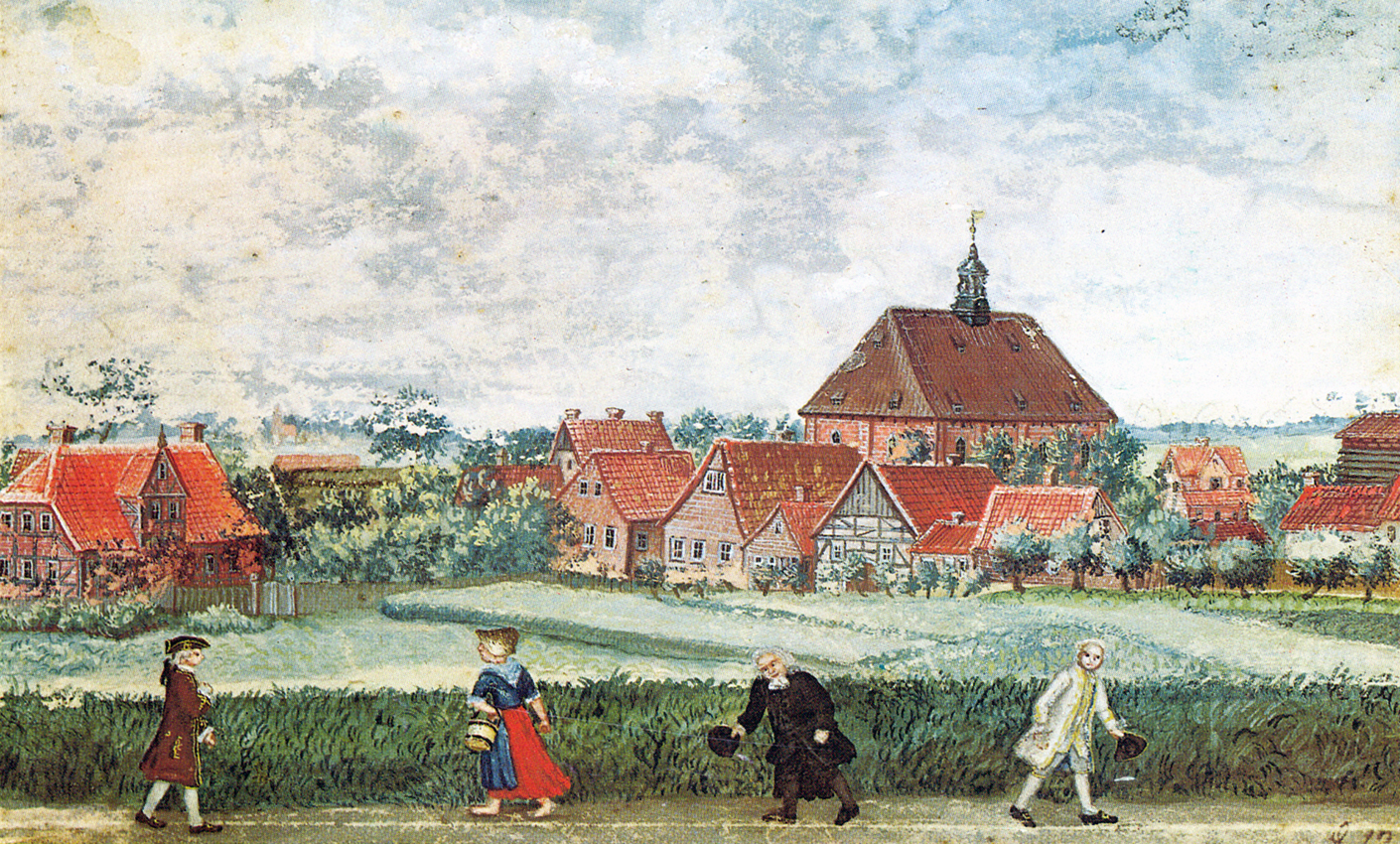
Die St.-Remberti-Kirche von 1736/37 in einem Aquarell von Sophia Carlotta Ringen (um 1780)

Die zweite Remberti-Kirche wurde 1596 beim Hospital des St.-Remberti-Stifts in der wieder aufgebauten Östlichen Vorstadt gebaut. Der erste Bremer Kirchenbau nach der Reformation diente als Pfarrkirche des neugegründeten Kirchspiels der Vorstadt. Da der Bremer Rat sich im selben Jahr dem Calvinismus angeschlossen hatte, hatte die Kirche nur reformierte Prediger. Der Vogelschauplan um 1640 zeigt ein Kirchenschiff mit Dachreiter auf dem Satteldach und etwas verzierten Giebeln. Während des Dreißigjährigen Krieges wurde die Vorstadt mehrmals besetzt und ausgeplündert. Die schlichte Fachwerkkirche verfiel und wurde 1736 abgerissen.
Die dritte Remberti-Kirche, eine schlichte Saalkirche, wurde am 21. September 1738 eingeweiht. Sie ähnelte der früheren St.-Pauli-Kirche von 1682 in der Neustadt und hatte ein Walmdach, auf dem wiederum ein Dachreiter stand. Das Gebäude war im 19. Jahrhundert baufällig und musste auch ersetzt werden.

Um 1834 wurden das St. Remberti, Pastorenhaus und um 1860 das St. Remberti, Schwestern- und Gemeindehaus (Rembertiring 40 und 46) gebaut. Beide Häuser blieben erhalten und stehen unter Bremer Denkmalschutz.
Die Kirchgemeinde hatte bis 1826 reformierte Pastoren und danach auch einen lutherischen Prediger, da nach dem Reichsdeputationshauptschluss von 1803 durch das Wirken von Bürgermeister Johann Smidt beide Konfessionen zunehmend gleichberechtigt verschmolzen wurden. Pastor Wilhelm Nagel von der Rembertigemeinde schrieb 1844 anonym anlässlich einer überregionalen Naturforschertagung in Bremen einen Aufsatz in der Weser-Zeitung. Er bestritt darin die biblische Auffassung zur Erschaffung der ersten Menschen und zu Himmel und Hölle und forderte die Kirche auf, die Tatsachen der Wissenschaften zu akzeptieren. Als bekannt wurde, wer der Verfasser war, schloss das geistliche Ministerium Nagel aus. Bürgermeister Smidt und der Senat verweigerten ihre Zustimmung zum Kirchenausschluss. Nagel blieb Pastor, jedoch musste er und andere Pastoren 1845 unter Druck erklären, dass sie derartige Äußerungen zukünftig unterlassen würden.
Die vierte Remberti-Kirche wurde 1871 nach Plänen von Heinrich Müller als neugotischer, dreischiffiger Bachsteinbau errichtet, mit zwei Emporen in den seitlichen Seitenschiffen, alles mit Holzdecken überdacht. Den viereckigen Chor-Anbau hinter dem Altar flankierten links und rechts die Sakristei und ein Treppenhaus, darüber die Sängerempore und die Orgel. Die Kanzel stand an der Ostwand. Acht Fialtürme flankierten die Hallenkirche. Das Innere war im gotischen Stil gestaltet. Die Kirche hatte 1000 Plätze. Sie erhielt einen 67 Meter hohen quadratischen Westturm aus Klinker mit einem achteckigen Aufsatz und einem spitzen Turmhelm.

Die Kirche wurde im Zweiten Weltkrieg bei einem Bombenangriff am 4. Juni 1942 schwer beschädigt und brannte aus. Die Ruine wurde gesprengt.
An den Standort der vierten Kirche am Rembertikreisel in unmittelbarer Nähe zur Innenstadt erinnern heute noch das Remberti-Stift, aus dem die Gemeinde einst hervorgegangen war, die Rembertistraße, der Rembertikirchweg, der Remberti-Tunnel (Eisenbahnunterführung), die Remberti-Schule (Fedelhören – heute Goethe-Institut) und der Rembertikreisel.

## Die fünfte Rembertikirche

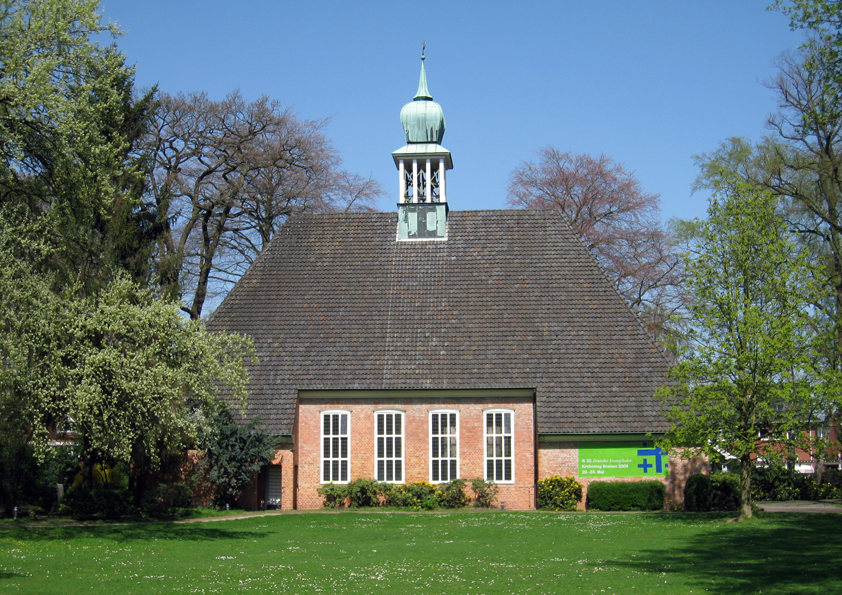
Die St.-Remberti-Kirche

Die fünfte Rembertikirche entstand als Neubau in Bremen-Schwachhausen, zumal man davon ausgehen konnte, dass in der zerstörten Innenstadt in Zukunft weniger Menschen wohnen würden. Außerdem war erkennbar, dass im Zusammenhang mit der Stadtplanung für die Teile der östlichen Vorstadt auch eine Neugestaltung für die Bahnhofsvorstadt vorgesehen war. So entstand 1950/1951 im Ortsteil Riensberg an der Friedhofstraße der Neubau der Kirche und des Gemeindehauses. Ein ehemaliges Bauernhaus musste 1956 weichen. Die Entwürfe hatte der renommierte Architekt Eberhard Gildemeister (1897–1978) geliefert. Das Privathaus (Bultmann) auf demselben Grundstück wurde zum Pfarrhaus umgebaut. Es dient seit dem Umbau von 1987/1988 als Kindergarten, der 2009 durch einen zeitgemäßen Ergänzungs-Neubau vergrößert worden ist.
Die Gesamtanlage mit den Einzeldenkmälern Kirche und Gemeindehaus steht seit 1995 unter Denkmalschutz.

### Inneneinrichtung
Im Kircheninnern befindet sich neben dem Altarraum ein Kruzifix des Künstlers Ernst Barlach (1870–1938).
Das Werk war ursprünglich 1917 für einen Soldatenfriedhof im Osten – für die Gefallenen des Ersten Weltkrieges – in Auftrag gegeben worden. In St. Remberti befindet sich ein Zweitguss dieses Werkes, dessen Erstguss in der Marburger Elisabeth-Kirche zu sehen ist.

### Orgel
Seit 1994 hat die Kirche ihre dritte Orgel, die von der Orgelbaufirma Fischer & Krämer (Endingen am Kaiserstuhl, Baden) erbaut wurde. Bei diesem Instrument handelt es sich um eine Schleifladenorgel mit mechanischer Spiel- und elektrischer Registertraktur; die 33 klingenden Register verteilen sich auf Hauptwerk, Positiv, Schwellwerk und Pedal. Die Stimmung ist gleichschwebend bei a1 = 440 Hz. Die Grundkonzeption der Orgel in St. Remberti ist aus dem badisch-elsässischen Typ der Barockorgel entwickelt worden.
| I Hauptwerk C–g3 |             |       |
| 1.               | Bourdon     | 16′   |
| 2.               | Prestant    | 8′    |
| 3.               | Rohrflöte   | 8′    |
| 4.               | Octav       | 4′    |
| 5.               | Duiflöte    | 4′    |
| 6.               | Quinte      | 2 ⁄3′ |
| 7.               | Octav       | 2′    |
| 8.               | Mixtur IV–V | 1 ⁄3′ |
| 9.               | Trompette   | 8′    |

| II Positiv C–g3 |            |       |
| 10.             | Bourdon    | 8′    |
| 11.             | Flûte      | 4′    |
| 12.             | Cornet III | 2 ⁄3′ |
| 13.             | Siflet     | 1′    |
| 14.             | Cromorne   | 8′    |
|                 | Tremulant  |       |

| III Schwellwerk C–g3 |                 |        |
| 15.                  | Hohlflöte       | 8′     |
| 16.                  | Viola           | 8′     |
| 17.                  | Voix céleste    | 8′     |
| 18.                  | Principal       | 4′     |
| 19.                  | Flûte traverse  | 4′     |
| 20.                  | Nasard          | 2 ⁄3′  |
| 21.                  | Waldflöte       | 2′     |
| 22.                  | Tierce          | 1 3⁄5′ |
| 23.                  | Fourniture IV   | 2′     |
| 24.                  | Basson          | 16′    |
| 25.                  | Trompette harm. | 8′     |
| 26.                  | Hautbois        | 8′     |

| Pedalwerk C–f1 |               |       |
| 27.            | Subbass       | 16′   |
| 28.            | Octav         | 8′    |
| 29.            | Gedeckt       | 8′    |
| 30.            | Octav         | 4′    |
| 31.            | Hintersatz IV | 2 ⁄3′ |
| 32.            | Bombarde      | 16′   |
| 33.            | Trompette     | 8′    |

- Koppeln: II/I, III/I, III/II, I/P II/P III/P
- Spielhilfen: 128-fache Setzeranlage, Memocard-Einrichtung

### Gemeindehaus
Im Gemeindehaus wurden 2007 umfassende Renovierungs- und Umbauarbeiten vorgenommen, da ein ganzer Gebäudeflügel für die Jugendarbeit genutzt werden sollte. Neben dem Raum für den Konfirmandenunterricht wurden auch der darunter befindliche Raum (ehemaliger Chorsaal) und der Jugendkeller im Untergeschoss renoviert und teils der Grundriss geändert.
Alle drei Stockwerke verfügen nun über helle Räume. Sie sind über eine Wendeltreppe verbunden, die vom Keller bis an das neu eingebaute Panoramafenster im Obergeschoss reicht.

## Gemeindeleben
In St. Remberti gibt es einen Gemeindechor und verschiedene Jugendmusiziergruppen.
An der Ostsee in Hohenfelde (Kreis Plön) unterhält die Gemeinde seit 1957 ein Freizeitenheim, das für Konfirmanden- und Familien-Freizeiten genutzt wird.

## Persönlichkeiten
Zeitliche Reihenfolge
- Johann Bornemacher († 1526), 1525/1526 erster lutherischer Prediger von St. Remberti.
- Lebrecht Grabau (1780–1852),[12] Organist in St. Remberti[13]
- Wilhelm Nagel (1805–1864), Pastor der Rembertigemeinde seit 1842.
- Carl Hermann Manchot (1839–1909), Pastor der Rembertigemeinde von 1866 bis 1883. Er und Pastor Heinrich Frickhöffer vom Dom führten einen Freisinnigen Protestantenverein, veranstalteten Vorträge zu einer liberaleren Theologie und veröffentlichten Aufsätze im Norddeutschen Protestantenblatt.[14]
- Friedrich Steudel (1866–1939), 1897 bis 1933 Pastor der Rembertigemeinde. Er vertrat eine naturwissenschaftliche und philosophische Interpretation der Bibel und verfasste das Bremer Wanderbuch.